# آیبیس استایلز
آیبیس استایلز (انگلیسی: Ibis Styles) شرکت مهمان‌نوازی فرانسوی است، که در سال ۲۰۱۱ تأسیس شد.